# Emma Černá
Emma Černá (23. března 1937, Mladá Boleslav – 2. července 2018, Praha) byla česká herečka.

## Život
Vystudovala obchodní akademii a na třetí pokus byla přijata na DAMU. Studovala u prof. Radovana Lukavského (1956–1960), ale již ve třetím ročníku získala roli v inscenaci Ivana Vyskočila a Jiřího Suchého Faust, Markétka, služka a já v Divadle Na zábradlí. Ztvárnila hlavní roli ve filmu Adelheid režiséra Františka Vláčila, role získala i ve filmech Skalpel, prosím či Samotáři. Zahrála si i v oscarovém Koljovi. Dlouhou dobu působila v Divadle Komedie, její poslední scénou pak bylo Divadlo v Dlouhé.

## Divadlo
V roce 1960 nastoupila do angažmá v Divadle Na zábradlí, které na počátku vyhovovalo jejím představám o autorském divadle. Když se původní soubor rozpadl, odešla do Mostu a v tamějším Divadle pracujících, kde se v té době zformoval herecký soubor výborné kvality, setrvala od roku 1963 až do roku 1986. Jako herečka patřila k největším oporám souboru a vytvořila tu velkou řadu vynikajících rolí ve světovém repertoáru, např. Shakespearovy hrdinky jako Rosalinda, Kateřina a Porcie, Jelenu v Čechovově Strýčku Váňovi, Medeu v Jeffersově stejnojmenné tragédii, Elvíru v Molierovu Donu Juanovi, Alžbětu v Schillerově Marii Stuartovně aj.
V divadle pracovala také jako lektorka dramaturgie. Po návratu do Prahy byla členkou hereckého souboru Divadla S. K. Neumanna (později Divadlo pod Palmovkou, 1986–1998). Sama pokládala za nejinspirativnější období svou pozdější spolupráci s režiséry Michalem Dočekalem a Janem Nebeským v Divadle Komedie.
Hrála zde např. Gertrudu v proslulé inscenaci Hamleta, Snoubenku ve Strinbergově Sonátě duchů, Nell v Beckettově Konci hry, Olgu v Dočekalově originální verzi Čechovových Tří sester. Po r. 2000 už nebyla v žádném angažmá, ale přesto divadlo neopustila – spolupracovala ještě se Štěpánem Páclem (v inscenaci Křišťálové noci ve Švandově divadle v r. 2011) a s Hanou Burešovou (zahrála si v Divadle v Dlouhé Chůvu v Senekově Faidře v r. 2007 a čarodějnici Antikvu v Ghelderodově Paní Jairové v r. 2013). Vyučovala také na Vyšší odborné škole herecké v Praze. Byla literárně i výtvarně nadaná, vytvářela originální smalty, které také vystavovala.

## Filmografie

### Film
Její první filmovou rolí byla sestra hlavního hrdiny v Schormově filmu Každý den odvahu (1964), největší a nejslavnější však byla role německé dívky Adelheid ve stejnojmenném Vláčilově filmu (1969). Bohužel po velkolepém úspěchu tohoto filmu už žádná tak velká role nepřišla. Byl to patrně důsledek jejího dlouholetého angažmá mimo Prahu. Přesto sehrála téměř 50 středních a malých rolí v mnoha filmech, z nichž některé se zapsaly do paměti diváků (Stín kapradiny, Skalpel, prosím, Dobří holubi se vracejí, Báječná léta pod psa, Kolja) aj.

### Televize
Účinkovala v celé řadě televizních inscenací (Svědek umírajícího času, Přítelkyně z domu smutku, Krev zmizelého aj.). Existuje také televizní záznam hry Karla Gassauera Casanova na duchcovském zámku, který byl hereckým koncertem Miroslava Macháčka v roli Casanovy a Emmy Černé jako jeho služky (1989).